# Hofanlage Groß Henstedt 21
Die Hofanlage Groß Henstedt 21 in Bassum-Groß Henstedt, 3 km nordöstlich vom Kernort Bassum entfernt, wurde im 19. Jahrhundert gebaut. Das Haupthaus wird heute (2022) zum Wohnen und für Dienstleistungen genutzt.
Das Ensemble ist ein Baudenkmal in Bassum.

## Geschichte
Die Hofanlage besteht aus

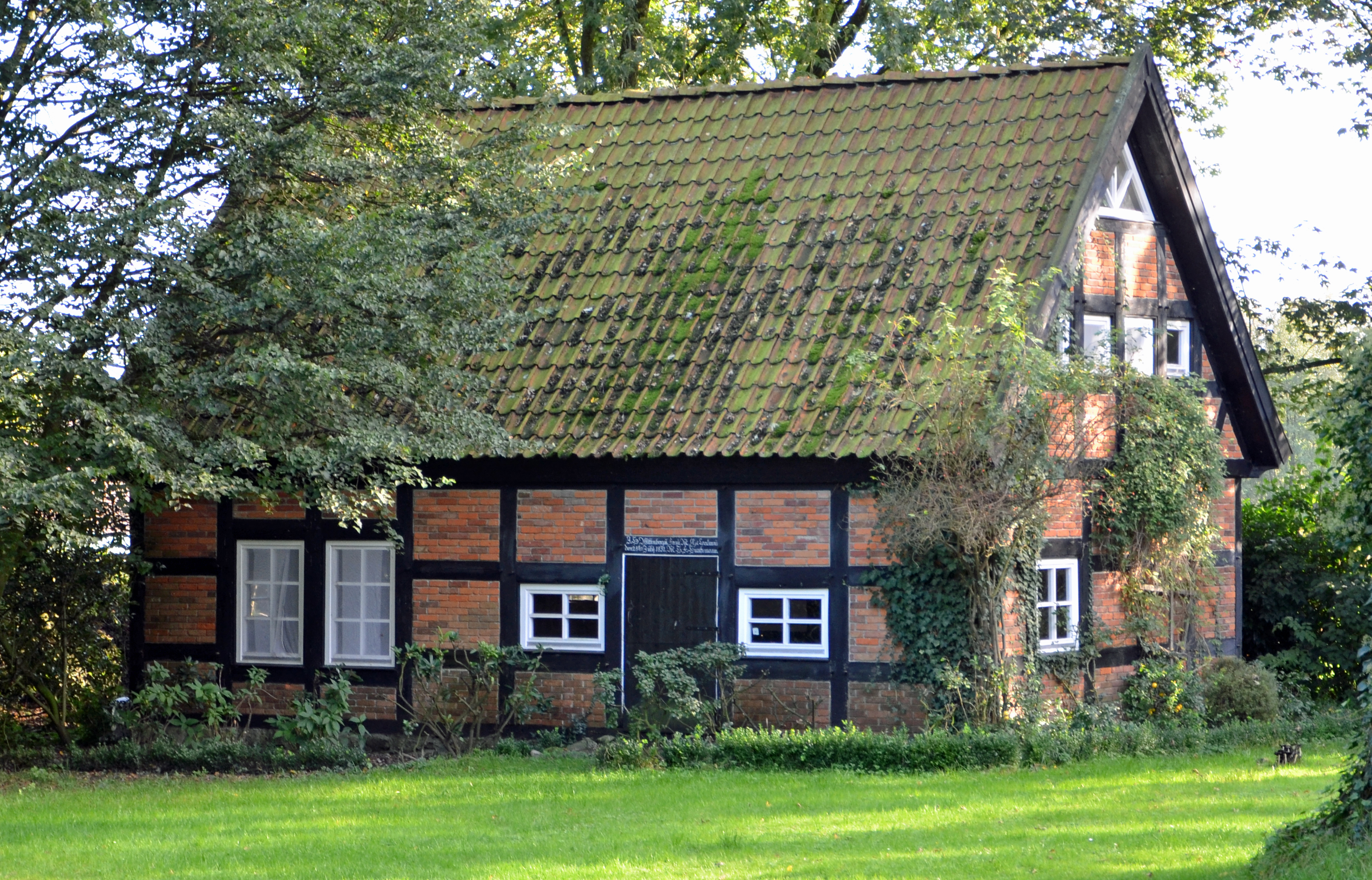
Backhaus

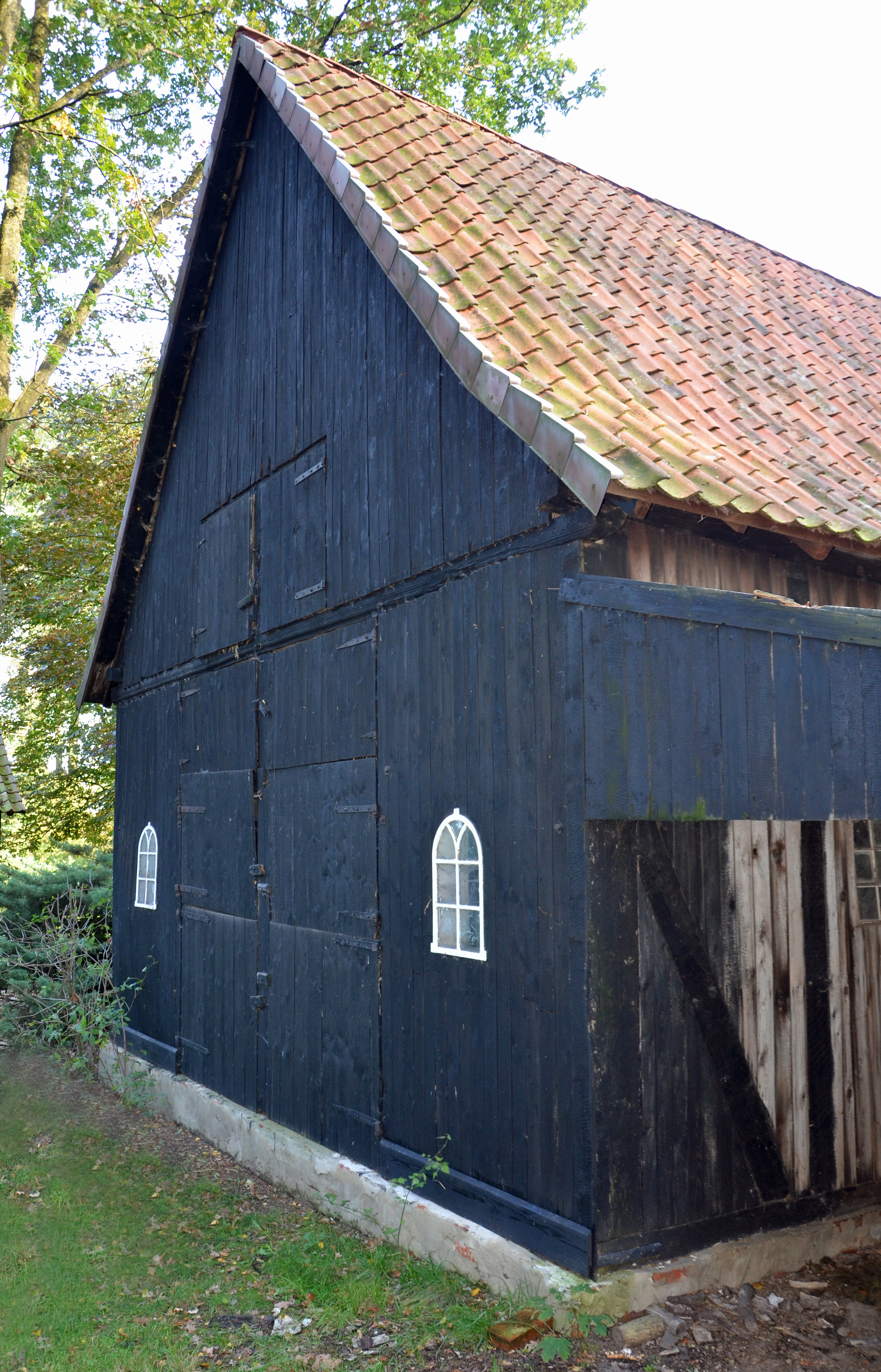
Scheune

- dem eingeschossigen, giebelständigen Wohn- und Wirtschaftsgebäude als Hallenhaus in Fachwerk mit Steinausfachungen, reetgedecktem Krüppelwalmdach und Niedersachsengiebel mit Uhlenloch, umgebaut zu einem Wohn- und Bürohaus,
- der Scheune mit verbohlten Wänden und Satteldach,
- dem ehemaligen Backhaus in Fachwerk mit Steinausfachungen und Satteldach sowie
- den weiteren nicht denkmalgeschützten Nebengebäuden.